# Opération blanche
Eine Opération blanche ist eine besondere Strategie bei der Ausübung von Bezugsrechten im Rahmen von Kapitalerhöhungen. Bei dieser Strategie kann der Aktionär neue Aktien eines Unternehmens erwerben, ohne eine Zuzahlung leisten zu müssen.

## Durchführung
Der Aktionär verkauft so viele Bezugsrechte, dass er mit deren Erlös die restlichen ihm verbliebenen Bezugsrechte ausüben kann und er dadurch neue Aktien ohne weiteren Kapitaleinsatz erhält.
Durch Anwendung einer Opération blanche verringert sich der Anteil des einzelnen Aktionärs am Grundkapital einer Aktiengesellschaft – im Gegensatz zu einer Ausübung aller ihm zustehenden Bezugsrechte. Sein absoluter Anteil (Anzahl der Aktien) erhöht sich, da er ja Aktien dazugekauft hat. Der Gesamtwert der dann im Besitz des Aktionärs befindlichen Aktien kann höher oder niedriger als vor dem Bezugsrechtverkauf und der Bezugsrechtausübung sein, je nachdem wie der Aktienkurs sich entwickelt.

## Formeln

### Berechnung der zu verkaufenden Bezugsrechte
{\displaystyle n^{*}={\frac {m\cdot j\cdot E}{j\cdot E+a\cdot WB}}}
| n* | = Anzahl der zu verkaufenden Bezugsrechte                                                                          |
| m  | = Anzahl der Aktien im Besitz des Aktionärs (= Anzahl der Bezugsrechte, die der Aktionär für seine Aktien bekommt) |
| j  | = Anzahl der jungen Aktien aus dem Bezugsverhältnis a/j                                                            |
| E  | = Emissionspreis                                                                                                   |
| a  | = Anzahl der alten Aktien aus dem Bezugsverhältnis a/j                                                             |
| WB | = Wert eines Bezugsrechts                                                                                          |

## Bezugsrecht

### Berechnung der zu kaufenden jungen Aktien
{\displaystyle j*={\frac {ABR\cdot WB}{E+WB\cdot BV}}} 
| ABR | = Anzahl Bezugsrechte = ist identisch mit m, sofern eine Altaktie = 1 Bezugsrecht |
| WB  | = Wert eines Bezugsrechtes                                                        |
| BV  | = Bezugsverhältnis = a/j                                                          |